# ピエロのMerry Christmas
「ピエロのMerry Christmas」（ - メリー・クリスマス）は、Ridingの4枚目のシングル。

## 内容
事実上のラストシングルとなった本作。唯一、編曲に参加しなかったクリスマス・ソング。

## 収録曲
作詞・作曲：Riding　編曲：坂基文彦
1. ピエロのMerry Christmas（3：57）
2. ピエロのMerry Christmas（Instrumental）（3：57）